# Закон Бернуллі
Закон Бернуллі або Рівняння Берну́ллі — рівняння гідродинаміки, яке визначає зв'язок між швидкістю течії v, тиском p та висотою h певної точки в ідеальній рідині.  Даніель Бернуллі опублікував це рівняння у 1738 році у своїй праці «Hydrodynamica». Хоча Бернуллі вважав, що тиск зменшується, коли швидкість потоку збільшується, Леонард Ейлер вивів рівняння Бернуллі у сучасному вигляді в 1752 році.

## Опис
Для ламінарної течії ідеальної нестисливої рідини рівняння Бернуллі має вигляд:
{\displaystyle h+{\frac {v^{2}}{2g}}+{\frac {p}{\rho g}}={\text{const}}}
або

{\displaystyle h\rho g+p+{\frac {\rho v^{2}}{2}}={\text{const}}},
де ρ — густина рідини; g — прискорення вільного падіння.
В останньому рівнянні всі члени мають розмірність тиску, p — статичний тиск; {\displaystyle {\frac {\rho v^{2}}{2}}} — динамічний тиск; hρg — ваговий тиск.

Якщо такі рівняння записати для двох перерізів течії, то матимемо:
{\displaystyle {\frac {v_{1}^{2}}{2}}+gh_{1}+{\frac {p_{1}}{\rho }}={\frac {v_{2}^{2}}{2}}+gh_{2}+{\frac {p_{2}}{\rho }}}
Для горизонтальної течії середні члени у лівій і правій частині рівняння скорочуються і воно набуває вигляду:
{\displaystyle {\frac {v_{1}^{2}}{2}}+{\frac {p_{1}}{\rho }}={\frac {v_{2}^{2}}{2}}+{\frac {p_{2}}{\rho }}}
тобто в усталеній горизонтальній течії ідеальної нестисливої рідини в кожному її перерізі сума статичного і динамічного тисків буде сталою. Отже, в тих місцях течії, де швидкість рідини більша (вузькі перерізи), її динамічний тиск збільшується, а статичний зменшується. На цьому явищі заснована дія струминних насосів, ежекторів, витратомірів Вентурі і Піко, пульверизаторів.
Рівняння Бернуллі є наслідком закону збереження енергії. Якщо рідина не ідеальна, то її механічна енергія розсіюється і тиск вздовж трубопроводу, яким тече така рідина, спадає. Для реальної в'язкої рідини в правій частині рівнянь, слід додати величину втрат тиску Δрвт на гідравлічний опір рухові.
Рівняння Бернуллі широко застосовують для розв'язання багатьох гідравлічних задач у нафтогазовій справі.

## Інтеграл Бернуллі
Інтегра́л Берну́ллі — це інтеграл, що визначає в кожній точці потоку ідеальної рідини або баротропного газу тиск {\displaystyle p}, що встановився: ({\displaystyle p=F(\rho )}) через швидкість {\displaystyle \mathbf {V} } потоку у відповідній точці та через силовий потенціал {\displaystyle \Pi \ (x,y,z)} об'ємних сил:
{\displaystyle \int {\frac {dp}{\rho (p)}}\ =C-{\frac {|\mathbf {V} |^{2}}{2}}-\Pi \ .}
Стала {\displaystyle C} має для кожної лінії течії (траєкторії, або вихрової лінії) своє значення, що змінюється з переходом від одної лінії течії (траєкторії, або вихрової лінії, відповідно) до іншої. Якщо рух потенціальний, або вихрові лінії збігаються з лініями течії (гвинтові течії) стала {\displaystyle C} одна і та ж для всього потоку.
Інтеграл Бернуллі запропоновано Д. Бернуллі (D. Bernoulli, 1738).
Для руху, що не встановився, інтеграл Бернуллі (для нестаціонарного випадку його називають інтегралом Коші—Лагранжа) має місце за наявності потенціалу швидкостей {\displaystyle \varphi (x,y,z,t)}:
{\displaystyle \int {\frac {dp}{\rho (p)}}\ =f(t)-{\frac {|\mathbf {V} |^{2}}{2}}-\Pi \ -{\frac {\partial \varphi }{\partial t}},}
причому {\displaystyle \mathbf {V} ={\text{grad}}\,\varphi (x,y,z,t)} а {\displaystyle f(t)} — довільна функція часу.

Для нестисливих рідин ліва частина рівнянь має вигляд: {\displaystyle {\frac {p}{\rho }}.}
Для нестаціонарного вихрового руху в'язкого нестисливого середовища {\displaystyle D} в полі потенціальних об'ємних сил буде справедлива узагальнена формула Коші—Лагранжа.
Для випадку існування незбуреного потоку на нескінченності, який обтікає тверду, у загальному випадку рухому границю {\displaystyle S} при відсутності об'ємних сил узагальнена формула Коші—Лагранжа буде мати вигляд (в безрозмірній формі):
{\displaystyle C_{P}(\mathbf {r} ,\tau )=1-{|\mathbf {v} \left(\mathbf {r} ,\tau \right)|}^{2}+2\left(\ \int \limits _{S\cup \sigma \ }\!{{\frac {d{\mathbf {r} }_{0}}{d\tau }}\cdot \mathbf {w} (\mathbf {r} ,{\mathbf {r} }_{0},\tau )d{r_{0}}}+{\frac {1}{2\pi }}\int \limits _{S}{{\frac {\partial \,'\ \!\Gamma \ \!({\mathbf {r} }_{0},\tau )}{\partial \tau }}\alpha \left(\mathbf {r} ,{\mathbf {r} }_{0},{\mathbf {r} }^{*}\right)d{r_{0}}}\right),}
де штрих означає, що диференціювання здійснюється в системі координат, пов'язаній з границею {\displaystyle S}; {\displaystyle \tau } – безрозмірний час;  {\displaystyle \mathbf {w} } – швидкість, що індукується елементарним об'ємом {\displaystyle \delta \ \!\!\sigma \ }  завихореного  середовища {\displaystyle \sigma \ \!\!\in \!D} в розрахунковій точці {\displaystyle \mathbf {r} \in D}; {\displaystyle \Gamma \ } – циркуляція елементарного об'єму {\displaystyle \delta \ \!\!\sigma \ } завихореного середовища {\displaystyle \sigma \ \!\!\in \!D}, який прилягає до границі {\displaystyle S} ({\displaystyle \Gamma \ \!\!>0} – за годинниковою стрілкою);  {\displaystyle \alpha } – кут, під яким видно з точки {\displaystyle \mathbf {r} } лінію, що сполучає точки {\displaystyle {\mathbf {r} }_{0}}  та  довільну точку {\displaystyle {\mathbf {r} }^{*}}, таку, що {\displaystyle {\mathbf {r} }_{0}-{\mathbf {r} }^{*}\!\in S}. Як характерна швидкість взята незбурена швидкість потоку на нескінченності {\displaystyle \mathbf {V} _{\infty }}.

## Приклади застосування закону Бернуллі

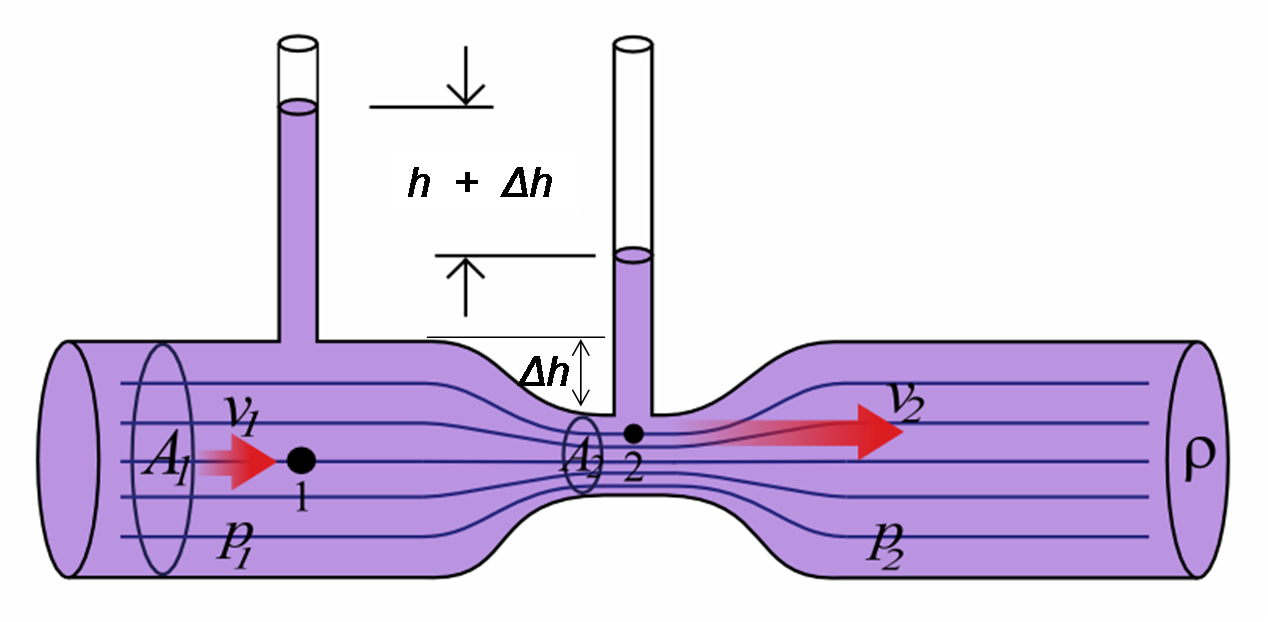

Трубка Вентурі застосовується для визначення швидкості течії у трубах за допомогою вимірювання тиску у двох різних точках трубопроводу та, таким чином, допомагає запобігти наслідкам кавітації. Трубка Вентурі поступово звужує діаметр трубопроводу. Такий звужувальний отвір обмежує потік рідини, що зумовлює різницю тисків у точках вимірювання (на початку звуження та у найвужчій частині). Базується дане вимірювання на ефекті Вентурі, формулу для якого можна отримати із рівняння неперервності та закону Бернуллі:
{\displaystyle v_{1}S_{1}=v_{2}S_{2},}
де S — площа поперечного перерізу потоку рідини, у перпендикулярній до напрямку швидкості площині, 
{\displaystyle p_{1}-p_{2}=\rho {\frac {v_{2}^{2}-v_{1}^{2}}{2}},}
{\displaystyle v_{2}=S_{1}{\sqrt {{\frac {2}{\rho }}{\frac {p_{1}-p_{2}}{S_{1}^{2}-S_{2}^{2}}}}}}

### Трубка Піто
Трубка Піто застосовується для вимірювання різниці тисків у двох точках, тобто за допомогою цієї трубки можна знайти динамічний тиск. Для рідин та газів відіграє роль манометра, один кінець якого спрямовано назустріч потоку, а інший виступає з нього та приєднаний до приладу, який вимірює тиск. Має вигляд букви «L». Якщо перед отвором A швидкість зменшується до значення {\displaystyle v_{2}=0}, то
{\displaystyle p_{2}-p_{1}={\frac {\rho }{2}}v_{1}^{2}}
При встановленні надлишкового тиску у трубці надлишковий тиск обчислюється за формулою
{\displaystyle p=\xi \rho {\frac {v_{0}^{2}}{2}}}
де {\displaystyle \xi } — коефіцієнт, {\displaystyle v_{0}} — швидкість вихору.

### Формула Торрічеллі
Закон Торрічеллі показує, що при витіканні ідеальної нестисливої рідини зі щілини у боковій стінці або на дні посудини рідина набуває швидкості тіла, що падає з певної висоти. За допомогою цього можна обчислити максимальний рівень витоку рідини з посудини. Для підтвердження можна скористатись законом Бернуллі, вивівши з нього формулу Торрічеллі:
ρgh + p0 = (pV2)/2 + p0,
де p0 — атмосферний тиск, h — висота стовпа рідини в посудині, V — швидкість витікання рідини. Звідси
V = √2gh.

### Пульверизатор
У пульверизаторі застосовується головний наслідок закону Бернуллі: зі зростанням швидкості відбувається зростання динамічного тиску та спадання статичного тиску. У капіляри пульверизатора вдувається повітря або пара. Вдування знижує атмосферний тиск у капілярі, і рідина з балону пульверизатора під дією більшого атмосферного тиску піднімається капіляром. Там вона роздроблюється струменем повітря.

### Водоструминний насос
Водоструминний насос — резервуар, у який впаяні дві трубки. Під дією тиску у першу трубку протікає вода, потрапляючи потім у другу трубку. У звуженій частині першої трубки виникає зменшений тиск, який менший за атмосферний. Тому у резервуарі створюється напруження. Трубку приєднують до резервуару, який проходить у посудину, з якої необхідно відкачати повітря.

### Карбюратор
Карбюратор — пристрій у системі живлення карбюраторних двигунів внутрішнього згоряння, що застосовується для змішування бензину та повітря. Під час руху поршня у такті впускання тиск у циліндрі знижується. При цьому навколишнє повітря всмоктується циліндром через повітряну трубу карбюратора — дифузор. У найвужчій частині дифузора, де тиск відповідно найменший, розташовано розпилювач, із якого витікає паливо. Паливо подрібнюється струменем повітря на маленькі краплі, і утворюється горюча суміш.

### Осушування боліт
Осушування боліт за принципом закону Бернуллі проводилося дуже давно. До болота підводили канали від найближчої річки. Внаслідок великої різниці тисків між водою з болота та водою з каналу вода з каналу «всмоктувала» воду з болота.

### Ракета
У конструюванні ракет також застосовується закон Бернуллі. Для створення тяги у ракеті використовується паливо, яке спалюють у камері згоряння. Гази утворюють реактивний струмінь, який прискорюється, коли проходить через спеціальне звуження — сопло. Са́ме звуження сопла і є основною причиною прискорення реактивного струменя газів і збільшення реактивної тяги.

### Свисток
Свисток являє собою приклад використання закону Бернуллі у газоструменевих випромінювачах звукових хвиль.
Вихровий свисток являє собою циліндричну камеру, у яку подається потік повітря через тангенціально розташовану трубку. Утворений вихровий потік надходить у вихідну трубку меншого діаметра, яка розташована на осі. Там інтенсивність вихору різко підвищується та тиск в його центрі стає значно нижче атмосферного. Перепад тиску періодично вирівнюється за рахунок прориву газів з атмосфери у вихідну трубку та руйнування вихору.

### Диск Релея
Диск Релея — прилад для вимірювання коливальної швидкості частинок у звуковій хвилі та сили звуку.
Являє собою тонку пластинку круглої форми, із слюди або металу, підвішену на тонку кварцову нитку. Зазвичай диск розміщують під кутом у 45º до напряму коливань частинок середовища, оскільки таке розташування найчутливіше до коливань. При розповсюдженні звукових хвиль диск повертається перпендикулярно до напряму коливань. Це відбувається через те, що при обтіканні пластинки тиск, згідно із законом Бернуллі більший у тому місці, де швидкість менша. Сили тиску уворюють обертальний момент, який урівноважується за рахунок пружності нитки. При цьому диск встановлюється до напряму потоку під кутом, що більший, ніж 45º. за кутом повороту диску визначають силу звуку. У постійному потоці кут повороту диска Релея пропорційний квадрату швидкості, при звукових коливаннях — квадрату амплітуди швидкості, і цей кут не залежить від частоти.

## Неправильне застосування закону Бернуллі
Донедавна пояснення підіймальної сили літака виглядало так: крило має особливу будову — знизу воно пряме, а його верхня частина заокруглена. Це дозволяє збільшити довжину верхньої частини контуру профілю крила. Згідно із законом Бернуллі, зі збільшенням швидкості тиск зменшується. А оскільки повітря долає шлях під крилом та над крилом за однаковий проміжок часу, під крилом виникає область із збільшеним тиском, що зумовлює підйом літака в повітря. Таким чином виникає підіймальна сила.
Проте, згідно з сучасними уявленнями, підіймальна сила крила виникає не внаслідок долання повітрям більшого шляху на верхній поверхні крила за той самий час. Рух повітряної маси перед крилом можна вважати суцільним, він характеризується одним показником швидкості. Коли повітряна маса контактує з крилом, вона розбивається на дві частини, які, внаслідок несиметричного обтікання, мають різні швидкості і це зумовлює різний тиск. Однак, на відміну від колишніх уявлень, ці повітряні потоки насправді не поєднуються на краю крила і тому більша довжина верхньої частини контуру профілю крила не означає більшої швидкості руху повітря. Отже, хоча закон Бернуллі і можна застосувати для повітряних мас, які розсікає крило (більша швидкість зумовлює менший тиск), проте він один не пояснює підіймальної сили крила. Для повного пояснення слід також застосовувати теорему Кутти — Жуковського та умову Кутти — Жуковського.